# Andreua Fornells i Vilar

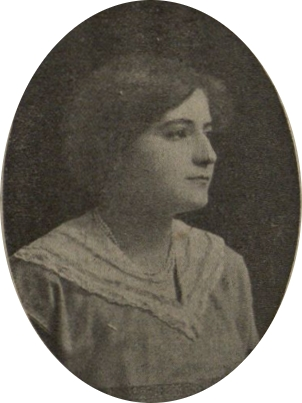
Andrea Fornells i Vilar 1913

Andreua Fornells i Vilar, auch Andrea Fornells i Vilar, (* 1890 in Barcelona; † 18. Oktober 1967 ebenda) war eine katalanische Sopranistin und Musikpädagogin. Sie war auf das katalanische und spanische Kunstliedrepertoire spezialisiert.

## Leben und Werk
Andreua Fornells studierte bei Antoni Nicolau, Lluís Millet und Elisa Vázquez am Städtischen Konservatorium von Barcelona. Ihr Spezialgebiet war Gesang.
1915 gewann sie einen Einstellungswettbewerb am Städtischen Konservatorium und unterrichtete ab diesem Zeitpunkt dort Gesang. Als Sängerin spezialisierte sie sich auf das Liedrepertoire und wurde Sopransolistin beim Orfeó Català. Sie schrieb regelmäßig die Fachbeiträge zu den Konzerten dieses Chores.
1921 wirkte sie bei der ersten Aufführung der Matthäus-Passion von Johann Sebastian Bach in Spanien im Palau de la Música Catalana unter Lluís Millet mit. Sie arbeitete regelmäßig mit dem Quartet Renaixement de Barcelona zusammen. Sie interpretierte häufig Lieder von Manuel de Falla und Joan Lamote de Grignon. Ihre Vorträge wurden oft von diesen beiden Komponisten selbst begleitet.
Sie war die Schwester des Komponisten Francesc Fornells (1887–1962). Sie war mit dem Bariton und Solisten des Orfeó Català Joan Sayós verheiratet.